# Pagoda Pizhi
La Pagoda Pizhi (en xinès: 辟支塔, en pinyin: Pìzhī Tǎ) és una pagoda xinesa del segle xi situada al Temple Lingyan, a Changqing, prop de Jinan, província de Shandong, República Popular de la Xina. Encara que es va construir originàriament el 753, durant el regnat de l'Emperador Xuanzong de Tang (r. 712–756), la pagoda actual és una reconstrucció de la Dinastia Song, entre 1056 i 1063, durant els últims anys del regnat de Song Renzong (r. 1022–1063). Aquesta pagoda de maó i pedra té una base octogonal i nou plantes, amb 54 m d'altura.

## Etimologia
La paraula xinesa "pizhi" és una traducció de la paraula sánscrita pratyeka. El pratyeka és un dels tipus de Buda, una personalitat solitària que ha aconseguit la il·luminació després de la mort del Buda Gautama o Sakyamuni. Això s'aconsegueix mitjançant autoestudi i autoconeixement sense l'ajuda de professors o guies budistes. Per tant, la Pagoda Pizhi es va construir durant la Dinastia Song al segle xi dedicada a aquests pratyeka, fet poc comú entre les pagodes de la Xina.

## Descripció

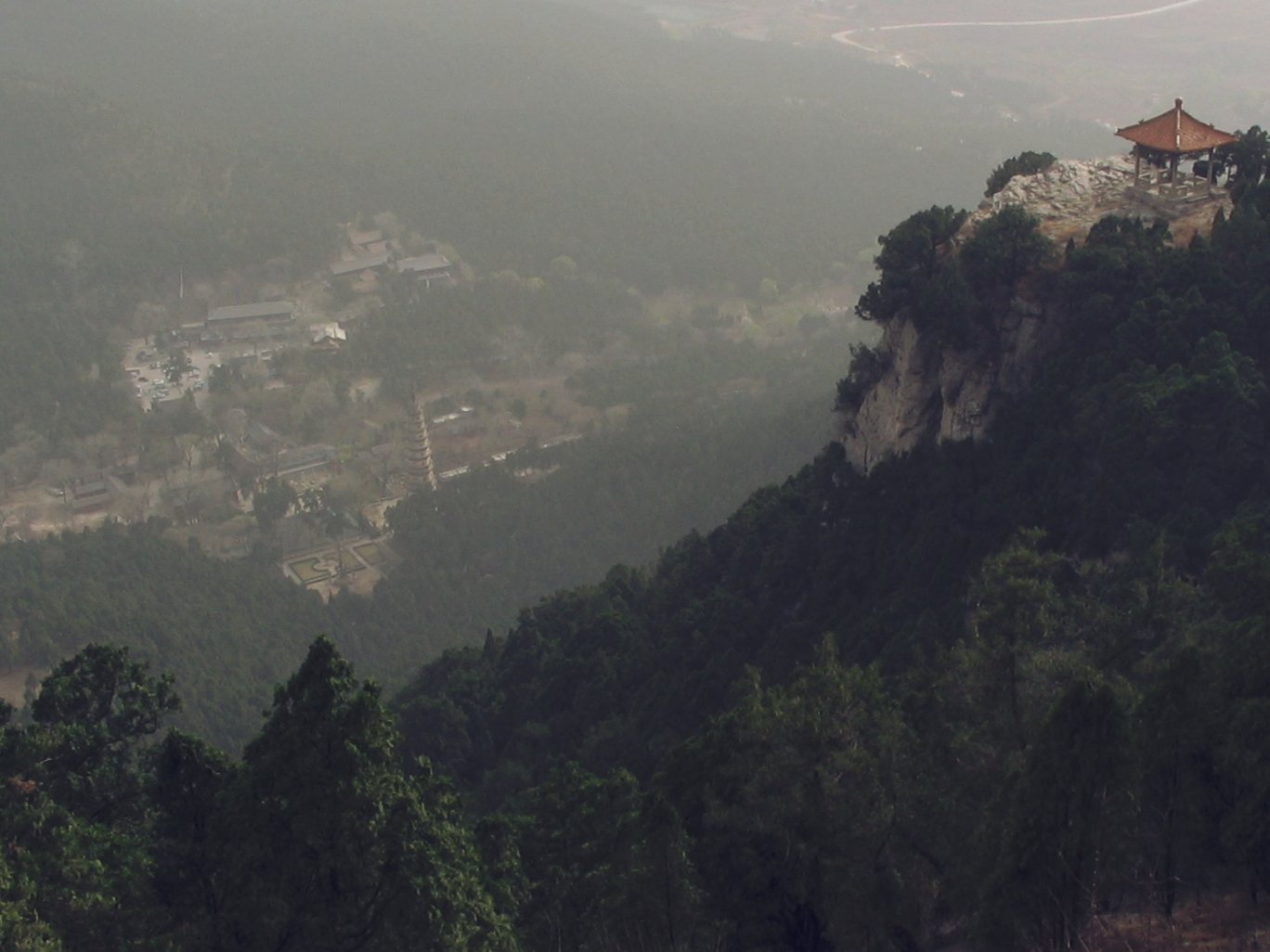
Vista del Temple Lingyan i la Pagoda Pizhi des d'un penya-segat del proper Mont Tai.

L'estructura principal de la pagoda és de maó, encara que la façana exterior té elements de pedra tallada. A la base de la pagoda hi ha un pedestal de pedra tallada als quatre costats amb escenes de la vida després de la mort budista i escenes de tortura a l'infern. Les plantes primera, segona i tercera tenen balconades sostingudes per típics dougong xinesos. De la planta quarta a la novena no hi ha balconades. L'agulla de ferro que corona la pagoda es compon d'un bol invertit, discs, un sol, una mitja lluna i una perla. S'usen cadenes de ferro per sostenir fermament l'agulla al terrat. En les crestes de cada cantonada es van col·locar petites estàtues de ferro de guàrdies celestials, aquest fet, feia creure que mantindria a les cadenes en el seu lloc. Un gran pilar de maó i una escala de maó porta fins a la cinquena planta, però solament l'escala de caragol fora de la pagoda permet pujar fins al cim, on se situa l'agulla. Aquesta configuració es veu sovint en pagodes de pedra, però rarament en pagodes de maó.